# Dīmos Goumenos
Dīmos Goumenos (in greco: Δήμος Γούμενος; Paralimni, 25 dicembre 1978) è un ex calciatore cipriota, di ruolo centrocampista o difensore.

## Carriera

### Club
Ha giocato nella massima serie cipriota con Enosis Paralimni ed Ermis Aradippou.

### Nazionale
Ha esordito con la nazionale cipriota nel 2004.